# ジェイエスエス
株式会社ジェイエスエスは、スイミングスクールおよびスポーツクラブの運営、プール本体や濾過装置等の設計・施工・メンテナンスなどを行う会社である。略称はJSS（旧称の「Japan Swimming Service」から）。

## 運営店舗
運営形態は、直営店舗と受託（フランチャイズ）の二つに分かれる。
スイミングスクールの店舗がメインだが、フィットネスクラブを併設している店舗も数は少ないが存在する。
店舗の詳細は、公式サイト「店舗一覧」を参照。

## 沿革
- 1976年7月 - 大阪市北区にジャパンスイミングサービス株式会社を設立。
- 1991年6月 - 株式会社ジェイエスエスに社名変更。
- 2006年9月 - 大阪市西区に本店移転。
- 2013年6月27日 - ジャスダックに上場。
- 2014年5月 - 株式会社ニチイ学館と資本業務提携。同社の持分法適用会社となる。
- 2020年3月 - 株式会社ニチイ学館との資本業務提携を解消[2]。代わりに同業会社の「ティップネス」を傘下に持つ日本テレビホールディングス株式会社との業務資本提携を締結。同社の持分法適用会社となる[3][4]。
- 2024年5月 - 株式会社ワカヤマアスレティックスを子会社化[5]。
- 2025年2月27日 - 名古屋証券取引所メイン市場に上場。

## 所属・出身選手
五十音順に記載。

### 競泳
- 五十嵐千尋
- 白井璃緒
- 瀬戸大也（JSS毛呂山出身）2016年リオデジャネイロ五輪 男子400m個人メドレー銅メダル
- 中村真衣(JSS長岡) 2000年シドニー五輪 100m背泳ぎ銀メダル
- 渡部香生子（JSS立石ダイワ）

### 飛込
- 浅田梨紗
- 荒井祭里
- 板橋美波
- 伊藤洸輝
- 玉井陸斗
- 寺内健
- 馬淵優佳